# Nordwestmecklenburg

Nordwestmecklenburg là một Kreis (huyện) nằm ở phía bắc của Mecklenburg-Vorpommern, Đức. Huyện này tọa lạc bên bờ biển Baltic và giáp Schleswig-Holstein. Các huyện giáp ranh là (từ phía đông theo chiều kim đồng hồ): Bad Doberan, Güstrow, Parchim, thành phố tự do Schwerin, huyện Ludwigslust, và huyện Lauenburg cũng như thành phố tự do Lübeck ở Schleswig-Holstein. Thành phố tự do Wismar từ sau việc cải tổ các huyện Mecklenburg-Vorpommern 2011 trở thành thủ phủ của huyện.

## Lịch sử
Huyện được lập năm 1994 thông qua việc hợp nhất các huyện cũ Gadebusch, Grevesmühlen và Wismar và một phần nhỏ các huyện Sternberg và Schwerin-Land.

## Xã và đô thị
| Amt-free towns            | Amt-free municipalities |
| ------------------------- | ----------------------- |
| 1. Grevesmühlen 2. Wismar | 1. Insel Poel           |

| Ämter | Ämter | Ämter |
| --- | --- | --- |
| - 1. Dorf Mecklenburg-Bad Kleinen 1. Bad Kleinen 2. Barnekow 3. Bobitz 4. Dorf Mecklenburg1 5. Groß Stieten 6. Hohen Viecheln 7. Lübow 8. Metelsdorf 9. Ventschow - 2. Gadebusch 1. Dragun 2. Gadebusch1, 2 3. Kneese 4. Krembz 5. Mühlen Eichsen 6. Roggendorf 7. Rögnitz 8. Veelböken - 3. Grevesmühlen-Land [seat: Grevesmühlen] 1. Bernstorf 2. Gägelow 3. Plüschow 4. Roggenstorf 5. Rüting 6. Stepenitztal 7. Testorf-Steinfort 8. Upahl 9. Warnow | - 4. Klützer Winkel 1. Boltenhagen 2. Damshagen 3. Hohenkirchen 4. Kalkhorst 5. Klütz1, 2 6. Zierow - 5. Lützow-Lübstorf 1. Alt Meteln 2. Brüsewitz 3. Cramonshagen 4. Dalberg-Wendelstorf 5. Gottesgabe 6. Grambow 7. Klein Trebbow 8. Lübstorf 9. Lützow1 10. Perlin 11. Pingelshagen 12. Pokrent 13. Schildetal 14. Seehof 15. Zickhusen - 6. Neuburg 1. Benz 2. Blowatz 3. Boiensdorf 4. Hornstorf 5. Krusenhagen 6. Neuburg1 | - 7. Neukloster-Warin 1. Bibow 2. Glasin 3. Jesendorf 4. Lübberstorf 5. Neukloster1, 2 6. Passee 7. Warin2 8. Zurow 9. Züsow - 8. Rehna 1. Carlow 2. Dechow 3. Groß Molzahn 4. Holdorf 5. Königsfeld 6. Rehna1, 2 7. Rieps 8. Schlagsdorf 9. Thandorf 10. Utecht 11. Wedendorfersee - 9. Schönberger Land 1. Dassow2 2. Grieben 3. Groß Siemz 4. Lockwisch 5. Lüdersdorf 6. Menzendorf 7. Niendorf 8. Roduchelstorf 9. Schönberg1, 2 10. Selmsdorf |
| 1seat of the Amt; 2town | | |